# John Petersen (fodboldspiller)
 Der er flere personer med dette navn, se John Petersen.
John Petersen (født 22. april 1972) er en tidligere færøsk international fodboldspiller, der bl.a. har spillet for Skive IK, Holstebro BK og de færøske klubber B68,  B36, GÍ Gøta og Skála ÍF, han har også spillet for den islandske klub ÍF Leiftur. Han har spillet 57 landskampe for Færøerne og scoret 8 mål. Han er den nuværende træner for Færøernes kvindefodboldlandshold.